# Mia Tupek
Mia Tupek (* 13. Juni 2000 in Zagreb, Kroatien) ist eine kroatische Handballspielerin. Sie ist sowohl im Hallen- wie auch im Beachhandball kroatische Nationalspielerin.

## Hallenhandball
Mia Tupek spielte ab der Saison 2017/18 als zentrale Rückraumspielerin für den RK Sesvete Agroproteinka in der ersten kroatischen Liga. Im Sommer 2022 schloss sich Tupek dem Ligakonkurrenten ŽRK Lokomotiva Zagreb an, mit dem sie in der Saison 2022/23 in der EHF Champions League aufläuft.
Tupek spielte mit der kroatischen U-18-Nationalmannschaft bei der U-18-Handball-Weltmeisterschaft der Frauen 2018 in Polen. Hier wurden die Kroatinnen mit Tupek Dritte ihrer Vorrunde und erreichten damit das Achtelfinale. Dort unterlag man Deutschland mit 24:25. Im abschließenden Spiel um den elften Platz unterlagen die Kroatinnen klar den Spielerinnen aus Norwegen. Ein Jahr später gehörte Tupek zum Kader der kroatischen U-19-Nationalmannschaft und nahm an der U-19-Handball-Europameisterschaft der Frauen 2019 in Ungarn teil, bei der Kroatien den zehnten Rang belegte.
Tupek gehört mittlerweile dem Kader der kroatischen Nationalmannschaft an. Mit dieser gewann sie die Silbermedaille bei den Mittelmeerspielen 2022 und gehörte zum erweiterten Aufgebot für die EM 2022, kam dort aber nicht zum Einsatz.

## Beachhandball
Im Beachhandball ist Tupek für den BHC Sesvete aktiv, mit dem sie bei nationalen Turnieren antritt.
Bei den Junioreneuropameisterschaften 2017 (U17) am Jarun-See bei Zagreb im heimischen Kroatien gehörte Tupek zum ersten Mal zum Aufgebot der Nachwuchs-Nationalmannschaft ihres Landes. Kroatien spielte ein schwaches Turnier und verlor die ersten vier der fünf Vorrundenspiele, darunter auch gegen den großen Außenseiter Litauen; einzig das letzte Spiel gegen die Schweiz wurde im Shootout gewonnen. Nach einem Sieg gegen Polen und einer Niederlage gegen die Ukraine beendete Tupek die EM mit ihrer Mannschaft auf dem zehnten Platz. Sie spielte in allen sieben Partien und erzielte sechs Punkte, alle im letzten Spiel, womit Tupek in diesem Spiel gemeinsam mit Anja Vida Lukšić hinter Rea Banić mit einem erzielten Punkt mehr zweitbeste Werferin war. Später im Jahr nahm Tupek mit ihrer Mannschaft an den erstmals ausgetragenen Beachhandball-Juniorenweltmeisterschaften 2017 in Flic-en-Flac auf Mauritius teil. Hier schaffte Kroatien nur knapp die Qualifikation für die Hauptrunde als Vorletzte ihrer Vorgruppe, in der Hauptrundengruppe schieden sie als Letztplatzierte aus. Nach Siegen über Mauritius, Venezuela und Paraguay schloss Kroatien die WM auf dem neunten Rang ab. In Ulcinj, Montenegro nahm sie im Jahr darauf zum zweiten Mal an Junioreneuropameisterschaften (U18) teil. Nach einer Niederlage gegen Portugal gewann Kroatien die beiden folgenden Spiele der Gruppe gegen Rumänien und Frankreich. Im Viertelfinale traf man auf die Niederlande und unterlag in zwei Durchgängen. Die beiden folgenden Platzierungsspiele gegen Spanien und die Ukraine wurden im Shootout verloren, Kroatien platzierte sich am Ende auf dem achten Rang. Tupek kam in allen sechs Spielen zum Einsatz und erzielte 14 Punkte.

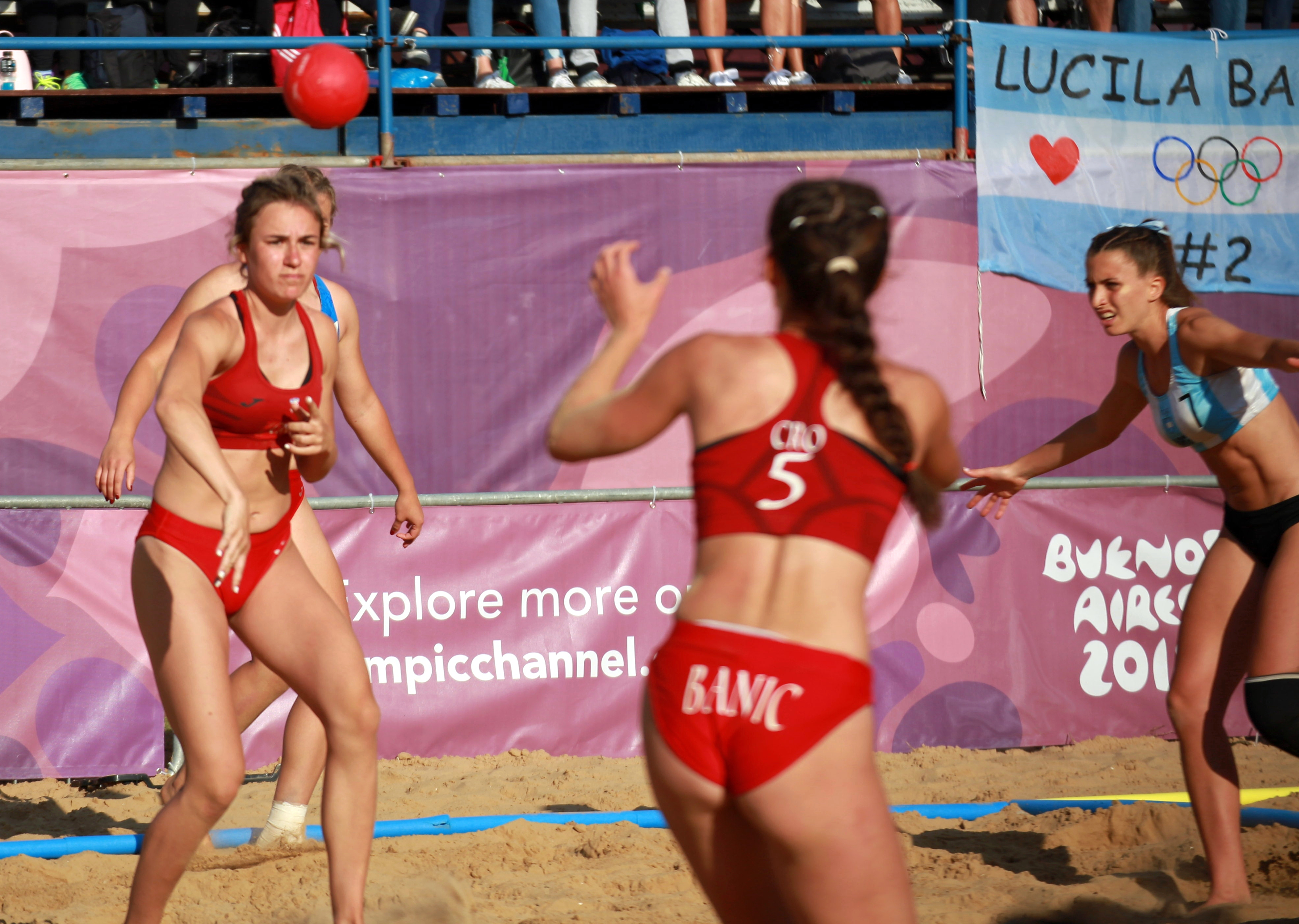
Tupek gibt den Ball im Finalspiel der Olympischen Jugendspiele an Rea Banić ab; in der Verteidigung die Argentinierin Belén Aizen (rechts)

Im Herbst erreichte Tupek ihren bis dato sportlichen Höhepunkt. Obwohl sich Kroatien bei der Juniorenweltmeisterschaft im Vorjahr nicht für die Olympischen Jugend-Sommerspiele 2018 von Buenos Aires qualifizieren konnte, rückten die Kroatinnen nach Absagen der Mannschaften Spaniens und Portugals nach. Das erste Gruppenspiel gegen Mauritius wurde klar gewonnen. Auch die beiden folgenden Spiele gegen Russland und Taiwan gewannen die Kroatinnen und entwickelten sich zu einem Mitfavoriten auf den Titel dieser hier erstmals im Rahmen eines olympischen Turniers ausgetragenen Sportdisziplin. Gegen Russland zeigte Tupek mit vier Vorlagen zu Toren eine überzeugende offensive Leistung. Nach einer Niederlage gegen den oftmaligen Konkurrenten der Vorjahre, Ungarn, folgte zum Abschluss der Vorrunde ein Sieg gegen die Mannschaft aus Amerikanisch-Samoa. In der Hauptrunde verloren die Kroatinnen gegen zwei der weiteren Titelfavoritinnen neben den Ungarinnen, gegen Argentinien und die Niederlande. In beiden Spielen unterlag man im Shootout. Gegen die Niederlande gab Tupek fünf Vorlagen zu Toren. Das letzte Vorrundenspiel gegen Paraguay wurde wieder gewonnen, Tupek erzielte zum ersten Mal keinen eigenen Treffer. Im Halbfinalspiel setzte sich Kroatien mit einem Sieg in beiden Durchgängen klar gegen die favorisierten Niederländerinnen durch. Tupek traf erneut nicht selbst, bereitete aber sechs Tore ihrer Mannschaft vor. Im Finale konnte Kroatien den entfesselt aufspielenden Gastgeberinnen nichts entgegensetzen und unterlag mit 0:2 Durchgängen. Mit ihrer Mannschaft gewann sie damit die erste olympisch vergebene Silbermedaille im Beachhandball. Tupek bestritt alle zehn möglichen Partien. Vor allem zu Beginn des Turniers zeigte sie sich bei ihren noch so häufigen Torversuchen als sehr treffsicher, im weiteren Turnierverlauf nahm die Treffergenauigkeit ab. Insgesamt erzielte sie 26 Punkte. Sie war vor allem als Vorbereiterin von Bedeutung, mit 27 Vorlagen war sie neben der Niederländerin Lynn Klesser neuntbeste Vorbereiterin des Turniers und zweitbeste Vorbereiterin ihrer Mannschaft nach der mit weitem Abstand besten Vorbereiterin des Turniers, Rea Banić. Für ihre Leistung wurde die Mannschaft mit dem Nagrada Dražen Petrović (Dražen-Petrović-Preis) des Kroatischen Olympischen Komitees ausgezeichnet.

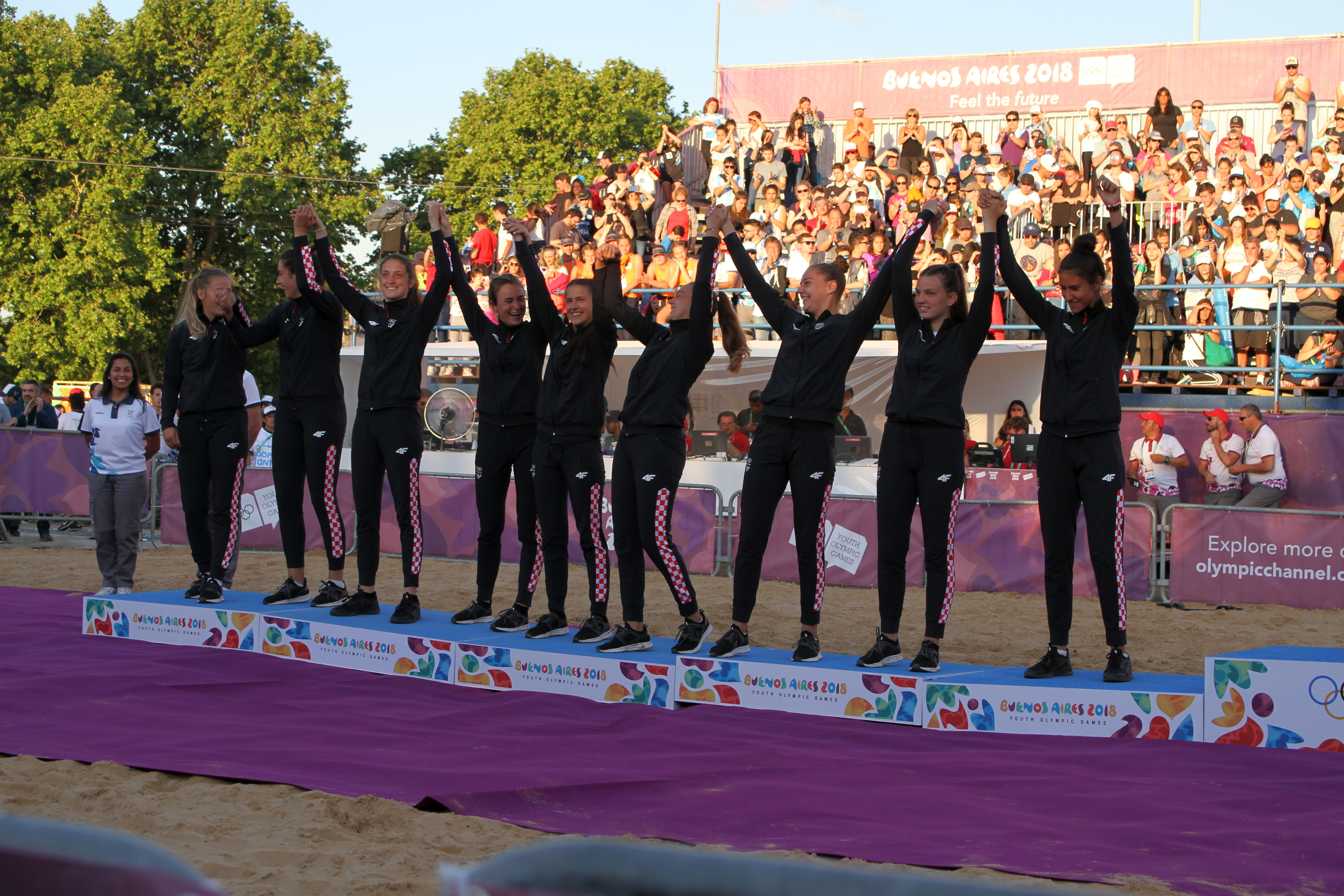
Die Kroatische Mannschaft bei der Siegerehrung bei den Olympischen Jugendspielen 2018